# ذکر قلبی
ذکر قلبی (Zikar-e-Qalbi)، دافع وساوس شیطان و مانع خواطر نفس است.

## یاد خدا
ذکر قلبی مشغول ساختن دل است به یاد خدا، و تذکر قدرت و عظمت، و تنزّه و تقدّس و جلال و جمال او است.

## نقشبندیه
در بعضی فرق صوفیه، ذکر جهر (لسانی) رسم است، و در بعض دیگر ذکر قلبی. در طریقه نقشبندی ذکر جهر نیست. ذکر، ذکر قلبی است. و نقشبندیان در اثبات افضلیت ذکر قلبی، ادله چندی از کتاب و سنت آورده‌اند.
ذکر قلبی در نزد نقشبندیان دو گونه است: 
1- ذکر به اسم ذات. 
2- ذکر به نفی و اثبات. 
اسم ذات همان اسم جلاله «اللّه» است، و نفی و اثبات کلمه «لا اللّه الا اللّه» است.